# 29 d'octubre
El 29 d'octubre és el tres-cents dosè dia de l'any del calendari gregorià i el tres-cents tresè en els anys de traspàs. Queden 63 dies per finalitzar l'any.

## Esdeveniments
Països Catalans
- 1860, Girona: s'inaugura el Teatre Municipal amb La Traviata, de Verdi.[1]
- 1901, Barcelona: s'inaugura el funicular al Tibidabo.[2]
- 1924, Barcelona: a la revista «Xut!», dibuixat per Valentí Castanys, apareix per primera vegada l'Avi del Barça.
- 1945, Girona: s'inaugura el Teatre Ultònia, la diada de Sant Narcís.[3]
- 1984, Túnel del Cadí: el president de la Generalitat Jordi Pujol inaugura el Túnel del Cadí.[4]
- 2004:
  - Barcelona: Pasqual Maragall, Jaume Matas, Marcel·lí Iglesias i Martin Malvi, en representació de Catalunya, les Illes Balears, l'Aragó i el Migdia Pirineus, hi signen la Declaració constitutiva de l'Euroregió Pirineus-Mediterrània.
  - Espanya: el govern aprova un Reial Decret que permetrà als científics de fer recerca amb cèl·lules mare d'embrions sobrers de fertilitzacions in vitro.[5]
- 2005, Terrassa: la Federació Catalana de Korfbal aconsegueix el ple reconeixement de la Federació Internacional de Korfball (IKF) de la que era membre provisional des de l'any 1997, i es converteix en la primera Selecció Catalana.
- 2024, País Valencià: un episodi molt greu de gota freda deixa més de 215 morts i immenses destrosses materials.[6]

Resta del món
- 1465, Subiaco (Estats Pontificis): acaba d'imprimir-se el primer llibre en tipografia grega: les obres de Lactanci impreses per Sweynheim i Pannartz.
- 1685, Potsdam: promulgació de l'Edicte de Potsdam, per Frederic Guillem I de Brandenburg
- 1787, Praga: s'Estrena de l'òpera Don Giovanni de Wolfgang Amadeus Mozart.
- 1837, Nàpols: estrena de l'òpera Roberto Devereux de Gaetano Donizetti. Teatro San Carlo.
- 1863, Ginebra, Suïssa: acaba la Conferència fundacional de la Creu Roja Internacional.[7]
- 1864, Decatur (Alabama): acaba la batalla de Decatur, part de la Campanya Franklin-Nashville de la Guerra Civil dels Estats Units.
- 1888, Constantinoble: se signa la Convenció de Constantinoble, que garanteix la lliure circulació pel Canal de Suez durant períodes de guerra i de pau.
- 1922, Roma: la Marxa sobre Roma coacciona el rei Víctor Manuel III, que encarrega a Mussolini que formi govern.[8]
- 1923, Ankara, Turquia: proclamació de la República de Turquia.
- 1933, Madrid, Espanya: se celebra l'acte fundacional de Falange Española al teatro de la Comedia.
- 1941, Lituània: més de 10.000 jueus són executats en Kaunas pels alemanys.
- 1969, Califòrnia, Estats Units: primera connexió en línia entre dos ordinadors: l'equip dirigit per l'informàtic Leonard Kleinrock envia el primer missatge electrònic d'un ordinador de la Henry Samueli School of Engineering and Applied Science, Los Angeles, fins a un altre situat al SRI International (prop de San Francisco), a través d'Arpanet, l'embrió d'Internet.
- 2004:
  - Roma, Itàlia: els caps de govern de la Unió Europea hi signen el tractat conegut com la Constitució Europea.
  - Clamart, Hauts-de-Seine, França: Iasser Arafat ingressa a l'hospital militar de la ciutat.[9]

## Naixements
Països Catalans
- 1824 - Barcelona: Emili Pi i Molist, metge psiquiatre.
- 1880 - Pedreguer, Marina Alta: Celedonio Calatayud Costa, metge radiòleg, científic, i investigador valencià (m. 1931).
- 1892 - Girona: Aurora Bertrana i Salazar, escriptora catalana.[10]
- 1901 - Barcelona: Ricard Altaba i Planuch, polític català (m. 1994).
- 1907 - Olot, Garrotxa: Salvador Corriols i Pagès, pintor català, un dels més destacats paisatgistes catalans del segle xx (m. 1975).
- 1908 - València: Vicent Asencio i Ruano, compositor valencià (m. 1979).
- 1912 - Arenys de Mar, Maresme: Martí Torrent i Blanchart, polític català independentista (m. 2012).
- 1916 - Barcelona: Núria Folch i Pi, editora catalana (m. 2010[11]).
- 1918 - Sabadell, Vallès Occidental: Andreu Castells i Peig, pintor, historiador i editor català.
- 1939 - Pego, La Marina Alta: Valerià Miralles i Ortolà, polític i activista (m. 1997).
- 1979 - Castellar del Vallès: Ignasi Giménez Renom, batlle de Castellar del Vallès.
- 1982 - Barcelona: Elena Gadel, cantant i actriu catalana dedicada a la cançó, el teatre musical i la televisió.[12]

Resta del món
- 1733 - Leiden (Regne d'Holanda): Gottfried van Swieten, bibliotecari; serà el primer a fer servir un catàleg en fitxes, a Viena (m. 1803).[cal citació]
- 1881 - Columbus, USA: Julia Swayne Gordon, actriu de cinema mut nord-americana molt popular en la dècada de 1910 (m.1933).[13]
- 1882 - Belac, Alta Viena (França: Jean Giraudoux, novel·lista i dramaturg occità en llengua francesa (m. 1944).[14]
- 1897 - Rheydt, Alemanya: Joseph Goebbels, ministre de Propaganda i Il·lustració Popular del Tercer Reich d'Adolf Hitler (m. 1945).[15]
- 1920 - Caracas, Veneçuela. Baruj Benacerraf, metge estatunidenc, Premi Nobel de Medicina o Fisiologia de l'any 1980 (m. 2011).[16]
- 1922 - Hastings, Nebraska, EUA: Neal Hefti, trompetista, pianista, arranjador musical i compositor nord-americà de jazz.
- 1925 - Cheltenham, Anglaterra: Robert Hardy fou un actor anglès amb una carrera de sis dècades i que va incloure una gran varietat de papers en el cinema, teatre i televisió.
- 1930
  - Lumbrales, Salamanca, Espanya: Basilio Martín Patino fou un director de cine espanyol (m. 2017).
  - L'Havana, Cuba: Omara Portuondo, cantant de son cubà i de boleros.[17]
  - Neuilly-sur-Seine: Niki de Saint Phalle, escultora, pintora i cineasta francesa (m. 2002).[18]
- 1938 - Monròvia (Libèria): Ellen Johnson Sirleaf, 24a Presidenta de Libèria, Premi Nobel de la Pau de l'any 2011.[19]
- 1940 - Casablanca: Frida Boccara, cantant francesa (m. 1996).[20]
- 1947 - Nova York (Estats Units: Richard Dreyfuss, actor estatunidenc.[21]
- 1958 - Tawonga, Victoria, Austràlia: Stefan Dennis, actor australià.[cal citació]
- 1960 - Mirzakent, RSS del Kazakhstan: Vladímir Kim, empresari i oligarca kazakh d'ascendència coreana.
- 1971 - Winona, Minnesota, EUA: Winona Ryder, actriu estatunidenca.
- 1975 - Galaţi, Romania: Viorica Susanu, remadora romanesa.[22]
- 1990 - Madrid (Espanya): Amarna Miller, actriu porno espanyola.

## Necrològiques
Països Catalans
- 1287 - Tarragona: Bernat d'Olivella, eclesiàstic i polític català.
- 1491 - Lleida: Manuel de Montsuar i Mateu, vint-i-vuitè president de la Generalitat de Catalunya entre els anys 1461 i 1464.
- 1869 - Motpeller, Occitània: Francesc Camboliu, professor, escriptor i estudiós nord-català de la llengua catalana (n. 1820).
- 1899 - El Morell, Tarragonès: Plàcid-Maria de Montoliu i de Sarriera, advocat, historiador i polític català (n. 1828).
- 1962 - Girona: Francesc Bach i Roca, mestre i compositor de sardanes català (n. 1897).
- 1971 - La Garriga: Josep Aymerich i Subirats, promotor cultural, director de corals i compositor català (n. 1889).
- 1972 - Barcelona: Ferran Ardèvol Miralles, musicògraf, director d'orquestra, pianista i compositor català (n. 1887).
- 1981 - Barcelona: Nicolau Battestini i Galup, metge i polític català (n. 1895).
- 1983 - Bata, Guinea Equatorial: Modest Gené i Roig, escultor català (n. 1914).
- 1991 - Lleida: Albert Coma Estadella, pintor, escultor i gravador català (n. 1933).
- 1996 - Barcelona: Josep Casanovas i Puig, compositor català (n. 1924).
- 2006 - Madrid: Romà Alís Flores, compositor i pianista mallorquí (n. 1931).[23]
- 2009 - Vigo, Pontevedra: Ricard Terré i Marcellés, fotògraf català (n. 1928).
- 2011 - Tarragona: Josep Maria Musté i Folch, polític català, tinent d'alcalde de Tarragona i senador a Corts Espanyoles en la IV Legislatura (n. 1933).
- 2017 - Granollers: Margarita Tintó i Sala, historiadora catalana especialitzada en història medieval (n. 1930).

Resta del món
- 1618 - Londres: Sir Walter Raleigh, mariner i explorador reputat pels anglesos i pirata pels espanyols, executat.[24]
- 1792 - Madrid: Anna Maria Mengs, artista alemanya, pintora de cort, miniaturista, retratista i acadèmica (n. 1751).[25]
- 1829 - Salzburg, Imperi Austríac: Maria Anna Mozart, música austríaca, germana de Wolfgang Amadeus Mozart.[26]
- 1855 - Varsòvia: Ludwika Chopin, música i escriptora polonesa, germana de Frédéric Chopin i curadora de la seva obra (n. 1807).[27]
- 1864 - Luigi Picchianti, guitarrista i compositor del Romanticisme.
- 1924 - Nova York, EUA: Frances Hodgson Burnett, escriptora estatunidenca d'origen britànic (n. 1849).[28]
- 1971 - Uppsala (Suècia): Arne Tiselius, bioquímic suec, Premi Nobel de Química de 1948 (n. 1902).[29]
- 1979 - Madrid: Felisa Martín Bravo, primera doctora en Física i primera dona a ingressar al Cuerpo Superior de Meteorologia d'Espanya (n. 1898).[30]
- 1981 - Sant Geli dau Fesc, França: Georges Brassens, cantautor francès (n. 1921).[31]
- 1997 - Queens, Nova York, Estats Units: Big Nick Nicholas saxofonista i cantant de jazz.
- 2003 - Milà, Itàlia: Franco Corelli, tenor italià (n. 1921).[32]
- 2015 - Béthune, França: Jacques Delécluse, músic percussionista francès (n. 1933).

## Festes i commemoracions
- Onomàstica: sant Narcís de Jerusalem, bisbe; Narcís de Girona, bisbe llegendari de Girona; Germà de Talloires, abat; Ermelinda de Meldert, eremita; beat Bernat d'Olivella, arquebisbe de Tarragona, celebrat al calendari mercedari.